# Kirsten Passer
Norma Lillian Kirsten Thomsen (f. Passer) (13. marts 1930 i Nårup – 22. marts 2012) var en dansk skuespillerinde og søster til skuespillerne Dirch og Marchen Passer.

## Opvækst og karriere
Kirsten blev født i den lille by Nårup nær Assens, og var datter af skibsfører Vilhelm Passer og Ragnhild Petra Fich. I sine unge år fik hun undervisning hos skuespilleren Einar Juhl, hvilket gjorde at hun i 1953 blev optaget på Teaterdirektørernes Elevskole. Under elevperioden, der varede fra 1953-56, fik hun små roller på Folketeatret, hvor hun bl.a. prøvede kræfter med Mrs. Jerome i Dårskabets time og Maldrubine i Nøddebo Præstegård.
Som udlært skuespiller blev hun ansat hos Stig Lommer på ABC Teatret, hvor hun debuterede i forestillingen ABC for viderekomne, mens hun de følgende to år medvirkede i teatrets revyer. Hun var desuden med i Tante Mamie på Aveny Teatret.
Efterfølgende rejste hun rundt på forskellige små teatre i Københavns-området, hvor hun også i 1975 optrådte i Amagerrevyen. Hun deltog desuden i en kabaret hos Simon Rosenbaum og Tony Rodian.
Kirstens filmdebut blev i 1954 i filmen 'I kongens klær'. Efterfølgende medvirkede hun i mere 30 film, hvor bl.a. hendes rolle som Lille Per's lærerinde Frk. Ludvigsen, også kaldet Hornuglen, bør nævnes. Hun medvirkede i sammenlagt fem Far til Fire-film.
Hun blev gift med civilingeniør Steen Valdemar Thomsen den 11. maj 1951 i Holmens Kirke, København.

### Dirch-filmen 2012
I forbindelse med filmatiseringen af hendes bror Dirch Passers liv i filmen Dirch, hvor Dirch blev fremstillet som en ensom misbruger, der frygtede scenen, stod Kirsten frem i B.T., og sagde at mange af dem, som var stået frem og havde fortalt om Dirchs liv, ikke engang kendte Dirch, og formentlig kun gjorde det for at promovere sig selv. Hun understregede i interviewet at Dirch var et glad menneske fyldt med stolthed. Hun genkendte ikke filmens side.
Hun er begravet på Sorgenfri Kirkegård.

## Filmografi
- Stjerneskud – 1947
- I kongens klær – 1954
- Altid ballade – 1955
- Den kloge mand (1956) – 1956
- Taxa K-1640 Efterlyses – 1956
- Far til fire i byen – 1956
- Far til fire og onkel Sofus – 1957
- Natlogi betalt – 1957
- Far til fire og ulveungerne – 1958
- Vagabonderne på Bakkegården – 1958
- Der brænder en ild – 1962
- Pigen og pressefotografen – 1963
- Passer passer piger – 1965
- Flådens friske fyre – 1965
- Mig og min lillebror – 1967
- Tandlæge på sengekanten – 1971
- Brand-Børge rykker ud – 1976

## Fodnoter
1. 1 2  Kirsten Passer på danskefilm.dk
2. 1 2  Kirsten Passer på gravsted.dk
3. ↑  "Dirch var ikke en drukkenbolt" B.T. 31. august 2010

## Eksterne links
- Kirsten Passer på Internet Movie Database (engelsk)
- Kirsten Passer på Filmdatabasen
- Kirsten Passer på danskefilm.dk
- Kirsten Passer på danskfilmogtv.dk
- Kirsten Passer på Scope
- Kirsten Passer på Svensk Filmdatabas (svensk)
- Kirsten Passer på The Movie Database (engelsk)